# 褐帶少女魚
褐帶少女魚，又稱黑尾蝴蝶魚，俗名大斑馬，為輻鰭魚綱鱸形目蝴蝶魚科的其中一種。

## 分布
本魚分布於印度西太平洋區，包括安達曼海、馬來西亞、泰國、菲律賓、印尼、中國南海、東海、日本、台灣、越南、新幾內亞、所羅門群島、澳洲、馬里亞納群島、馬紹爾群島、密克羅尼西亞、帛琉、諾魯、斐濟群島等海域。

## 深度
水深3至30公尺。

## 特徵
本魚吻尖，但不延長管狀。體白色，具黑眼帶，體前端有2黑橫帶，它們在腹鰭上方合而為一，腹鰭黑色。另有一條顏色較淡且較寬的橫帶起自背鰭鰭條前半部延伸至臀鰭中央，尾柄末端亦有一細黑帶。背鰭、臀鰭黃且具白邊。幼魚在背鰭鰭條部中央有一眼狀斑，但隨成長而消失。鰭硬棘13枚、軟條31至33枚；臀鰭硬棘3枚、軟條18至22枚。體長可達15公分。

## 生態
本魚幼魚常港內或內灣區出現，成魚則出現在較深的岩礁區。屬雜食性，以藻類和底棲小生物為食。

## 經濟利用
為高價值觀賞性魚類，不供食用。